# Arman Hall
Arman Hall (Estados Unidos, 12 de febrero de 1994) es un atleta estadounidense, especialista en la prueba de 4 x 400 m, con la que llegó a ser campeón mundial en 2013 y campeón olímpico en Río 2016.

## Carrera deportiva
En el Mundial de Moscú 2013 gana la medalla de oro en los relevos 4 x 400 m, por delante de los jamaicanos y rusos, y tres años después, en las Olimpiadas de Río 2016 vuelve a ganar el oro en la misma prueba de relevos.